# Simples Assim
Simples Assim foi um programa de televisão brasileiro produzido pelos Estúdios Globo e exibido nas tardes de sábado de 10 de outubro até 26 de dezembro de 2020, sob o comando de Angélica. O programa faz reflexões sobre diferentes assuntos relacionados à vida e à felicidade das pessoas.

## O Programa
Exibido nas tardes de sábado, o programa promove a reflexão sobre diversos temas e dilemas que envolvem relacionamentos familiares e a busca pela felicidade. Buscando incentivar o público a ver a vida com "simplicidade". Cada episódio fala sobre um assunto diferente, onde famosos e anônimos contam suas histórias, mostrando as mais diferentes percepções e pontos de vista sobre o tema. No quadro Dilemas da Vida Real, são mostradas diferentes visões sobre questões cotidianas. Além disso, Angélica encena esquetes de humor com artistas convidados a cada episódio.

## Produção
Após o fim do Estrelas em 2018, Angélica ficou dois anos na "geladeira" da Globo. Isto é, sem ter um programa próprio para apresentar. A participação especial da apresentadora na novela A Dona do Pedaço em 2019, fez com que parte do público desejasse seu retorno à programação. Idealizado pela própria Angélica, o programa começou a ser criado em 2019 e tinha previsão de estreia em abril de 2020.
Contudo, a pandemia da COVID-19 fez com que a emissora mudasse todo o seu cronograma e suspendesse várias produções, o que gerou o adiamento da atração para outubro. Durante este período, a atração foi sendo substituída temporariamente, pelo Música Boa e a Sessão de Sábado. Segundo o diretor Geninho Simonetti, os trabalhos seguiram os protocolos de segurança da Organização Mundial da Saúde (OMS), uma vez que o programa "precisa das pessoas para acontecer". As sequências externas foram substituídas por gravações em estúdio, e caso algum convidado não possa participar, é feita uma troca do tema e adaptação do cronograma.

## Recepção

### Audiência
O programa aumentou a audiência da Globo no período. Apesar de algumas derrapadas ao final da temporada, a atração teve uma média de 9,5 pontos, segundo o Instituto Brasileiro de Opinião Pública e Estatística (IBOPE).

### Crítica
Thiago Forato, do NaTelinha, vinculado ao UOL disse que o programa é "simpático, porém tem cara de programa de televisão paga, muito próximo de um programa da GNT".